# Wspólnota administracyjna Pleißenaue
Wspólnota administracyjna Pleißenaue (niem. Verwaltungsgemeinschaft Pleißenaue) – wspólnota administracyjna w Niemczech, w kraju związkowym Turyngia, w powiecie Altenburger Land. Siedziba wspólnoty znajduje się w miejscowości Treben.
Wspólnota administracyjna zrzesza pięć gmin wiejskich: 
1. Fockendorf
2. Gerstenberg
3. Haselbach
4. Treben
5. Windischleuba